# Mijata Ritomo
Mijata Ritomo (Zusi, 1999. augusztus 10. –) japán autóversenyző, a FIA Formula–2 bajnokságban az ART versenyzője. 2023-ban megnyerte Japán két legismertebb autóverseny-sorozatát: a Super GT túraautó-sorozatot, valamint a Super Formula formaautó-sorozatot.

## Karrierje
2004-ben kezdett el gokartozni. 16 évesen debütált a Japán F4-bajnokságban, ami az első együléses sorozata volt. 2017-ben egyszerre versenyzett a japán F4 és F3 bajnokságokban.
2018-ban a Super GT-ben a Lexus versenyzője lett a GT300 kategóriában. 2020-ban csatlakozott a felsőbb kategóriához, a GT500-hoz, ám ugyanebben az évben a Super Formula sorozatban is debütált. 2023-ban mindkét sorozatot sikerült megnyernie, s ezzel mindössze az ötödik olyan versenyző lett, akinek ezt sikerült.
2023 novemberében főszponzora, a Toyota bejelentette, hogy 2024-től csatlakozni fog a Formula-2-höz a Rodin Motorsport színeiben.
2024 januárjában a daytonai 24 órás versenyen is részt vett a Vasser Sullivan tagjaként, ez volt az első amerikai versenye. Bár a csapata első helyről indult saját kategóriájukban, a versenyt nem fejezték be, az autó kigyulladása után fel kellett adniuk a futamot.

### Teljes FIA Formula–2-es eredménysorozata
(Táblázat értelmezése)

(Félkövér: pole-pozícióból indult; dőlt: leggyorsabb kört futott) 

| Év   | Csapat           | 1          | 2         | 3          | 4          | 5          | 6          | 7          | 8          | 9          | 10         | 11         | 12         | 13         | 14         | 15         | 16         | 17         | 18        | 19         | 20        | 21         | 22         | 23         | 24         | 25         | 26         | 27         | 28         | Helyezés | Pont |
| ---- | ---------------- | ---------- | --------- | ---------- | ---------- | ---------- | ---------- | ---------- | ---------- | ---------- | ---------- | ---------- | ---------- | ---------- | ---------- | ---------- | ---------- | ---------- | --------- | ---------- | --------- | ---------- | ---------- | ---------- | ---------- | ---------- | ---------- | ---------- | ---------- | -------- | ---- |
| 2024 | Rodin Motorsport | BHR SPR 9  | BHR FEA 9 | KSA SPR 12 | KSA FEA 15 | AUS SPR 5  | AUS FEA 5  | IMO SPR 13 | IMO FEA 17 | MON SPR 15 | MON FEA 17 | ESP SPR 7  | ESP FEA 13 | AUT SPR 22 | AUT FEA Ki | GBR SPR 10 | GBR FEA 17 | HUN SPR 12 | HUN FEA 8 | BEL SPR 15 | BEL FEA 7 | ITA SPR 13 | ITA FEA 14 | AZE SPR Ki | AZE FEA 13 | QAT SPR 13 | QAT FEA 10 | UAE SPR 11 | UAE FEA 10 | 19.      | 31   |
| 2025 | ART Grand Prix   | AUS SPR 12 | AUS FEA T | BHR SPR 9  | BHR FEA 14 | KSA SPR 19 | KSA FEA 16 | IMO SPR 6  | IMO FEA 16 | MON SPR 10 | MON FEA Ki | ESP SPR 13 | ESP FEA 9  | AUT SPR 8  | AUT FEA Ki | GBR SPR 10 | GBR FEA 15 | BEL SPR    | BEL FEA   | HUN SPR    | HUN FEA   | ITA SPR    | ITA FEA    | AZE SPR    | AZE FEA    | QAT SPR    | QAT FEA    | UAE SPR    | UAE FEA    | 17.*     | 6*   |

* A szezon jelenleg is zajlik.